# Attacus mannus
Attacus mannus är en fjärilsart som beskrevs av Hans Fruhstorfer 1904. Attacus mannus ingår i släktet Attacus och familjen påfågelsspinnare. Inga underarter finns listade i Catalogue of Life.